# سماح زيدان
سماح زيدان ممثلة وإعلامية وعارضة أزياء.ولدت في 13 يونيو عام 1991 في السعودية، ودرست في المنطقة الشرقية، ثم سافرت إلى القاهرة لدراسة الإعلام وتخرجت من جامعة عين شمس، وعادت بعدها إلى السعودية لمتابعة اعمالها. امتهنت العمل بالصحافة والاعلام لفترة كمراسلة ومذيعة، وكانت تنوي العمل كمذيعة أخبار، وبالفعل تدربت في القناة السعودية الإخبارية في الرياض لفترة وجيزة، لكنها لم تكمل، وعادت إلى الدمام مرة أخرى لإدارة عملها الخاص، وفي هذه الفترة بدأت مشوارها في المجال الفني كعارضة أزياء لمصممين ومصممات أزياء في السعودية ولبنان ومصر، وكفتاة إعلانات لمنتجات تجميلية لماركات محلية وعالمية، ومنتجات تخص عالم المرأة والجمال والصحة، وكوجه اعلاني لبعض العيادات والشركات. حتى أكتشفها المخرج عبد الخالق الغانم، فقرر أن يكون أول ظهور درامي وتلفازي لها عام 2016 في مسلسل شد بلد.

## أعمالها
- 2017: من أجلها
- 2017: كسر الشموع
- 2017: ظل الحلم
- 2017: فيلم أيقظتني
- 2019: عذراء
- 2019: فيلم عبور
- 2019: سريع سريع
- 2020 - 2021: الميراث
- 2021: 60 يوم
- 2025: مسلسل عايشين معانا